# (278225) Didierpelat
(278225) Didierpelat est un astéroïde de la ceinture principale.

## Description
(278225) Didierpelat est un astéroïde de la ceinture principale. Il fut découvert le 12 mars 2007 à l'observatoire de Saint-Sulpice par Bernard Christophe. Il présente une orbite caractérisée par un demi-grand axe de 2,39 UA, une excentricité de 0,11 et une inclinaison de 5,7° par rapport à l'écliptique.